# Chlamydomonadales incertae sedis
Chlamydomonadales incertae sedis, rodovi zelenih algi u redu Chlamydomonadales čija pobliža taksonomska pripadnost još nije utvrđena.

## Rodovi
1. Chloropteridella P.C.Silva
2. Chlororhabdion F.W.Jane
3. Coleochlamys Korshikov
4. Cryodactylon Chodat
5. Desmatractum West & G.S West
6. Echinosphaerella G.M.Smith
7. Edaphochlamys T.Pröschold & T.Darienko
8. Ettlia J.Komárek
9. Graesiella T.Kalina & M.Puncochárová
10. Halochlorella P.J.L.Dangeard
11. Hapalochloris Nakada
12. Hydrianum Rabenhorst
13. Lobosphaeropsis Reisigl
14. Muriellopsis Reisigl
15. Pseudochlorothecium Korshikov
16. Tetraflagellochloris L.Barsanti & A.Barsanti

## Sinonimi
- Bernardinella Chodat sinonim od Desmatractum.
- Chloropteris Pascher, 1932, nom. illeg. sinonim od Chloropteridella.
- Rhopalocystis Schussnig, 1955, nom. illeg. sinonim od Coleochlamys.